# Københavns Teater
 Denne artikel bør gennemlæses af en person med fagkendskab for at sikre den faglige korrekthed.
       Eftersynet drejer sig blandt andet om betegnelser, årstal og i hvilket regi samarbejdet er foregået i de forskellige perioder 

Københavns Teater er en tidligere betegnelse for teatersamarbejdet i hovedstadsområdet. Siden 2012 har man anvendt betegnelsen Det Københavnske Teatersamarbejde, kort KbhT.
Teatersamarbejdet i hovedstadsområdet har gennem tiden haft flere betegnelser:
- Den Storkøbenhavnske Landsdelsscene (DSL)
- Det Storkøbenhavnske Teaterfællesskab (DST)
- Københavns Teater (KbhT)
- Det Københavnske Teatersamarbejde (KbhT)

Institutionen er selvejende under Kulturministeriet og har til formål at støtte driften af en række teatre i hovedstadsområdet. 
Ifølge teaterloven skal Det Københavnske Teatersamarbejde sikre, at teatrenes repertoire er bredt og af høj kunstnerisk kvalitet, at opførelserne er både ældre og nyere, og at teatrene også laver eksperimenterende og nytænkende teater. "Teaterloven skal fremme et udbud af scenekunst, der er præget af kvalitet, mangfoldighed og udvikling. Derudover skal loven sikre en geografisk spredning af scenekunstaktiviteterne samtidig med at forskellige publikumsgruppers behov søges dækket. ..." 
Indtil 2005 blev Københavns Teater drevet af Københavns og Frederiksberg Kommuner samt Københavns, Frederiksborg og Roskilde amter med et tilskud fra staten. 
Efter kommunalreformen i 2007 blev navnet ændret til Hovedstadens Teater for så senere at blive ændret til det nuværende Københavns Teater.
Teatrene i ordningen administreres af en bestyrelse, som beslutter hvilke teatre, der skal tilbydes at indgå i ordningen. 
"Bestyrelsens medlemmer skal tilsammen repræsentere juridiske, ledelsesmæssige, økonomiske, markedsføringsmæssige og teaterfaglige kompetencer."

## Teatre i ordningen
Ved revision af teaterloven i 1999 kom teaterfællesskabet til at omfatte:
- Betty Nansen Teatret
- Dr. Dantes Aveny
- Folketeatret
- Gladsaxe Teater
- Nørrebros Teater
- Østre Gasværk
- Rialto Teatret samt
- Det Ny Teater (kun huslejetilskud)